# Beura-Cardezza
Beura-Cardezza – miejscowość i gmina we Włoszech, w regionie Piemont, w prowincji Cusio Ossola.
Według danych na rok 2004 gminę zamieszkiwało 1371 osób, 49 os./km².